# José Clavijo y Fajardo
José Clavijo y Fajardo (Teguise, 19 de mayo de 1726-Madrid, 3 de noviembre de 1806) fue un Ilustrado español, dramaturgo, periodista, traductor y naturalista que desempeñó varios cargos públicos en la España del rey Carlos III, como el de bibliotecario y vicedirector del Real Gabinete de Historia Natural.

## Biografía
Nació en la villa de Teguise, en Lanzarote (Islas Canarias) el 18 de marzo de 1726 en el seno de una familia acomodada. Sus padres fueron Nicolás Clavijo Álvarez y Valladares y Catalina Fajardo y Clavijo. Al ser primos, necesitaron una dispensa del tercer grado de consanguinidad para poder casarse. Tuvieron cuatro hijos y José fue el menor de todos. Le bautizaron seis días después de su nacimiento en la parroquia de Nuestra Señora de Guadalupe, la misma en la que sus padres contrajeron matrimonio.
Su tío paterno, Antonio de Clavijo, era fraile y director del convento de San Juan de Dios y San Francisco, situado en la villa de San Miguel Arcángel, y a él le encomendaron su educación. Cuando trasladaron a su tío al monasterio dominico de San Pedro Mártir de Canaria, en Las Palmas de Gran Canaria, José Clavijo se marchó con él y allí completó su formación en Humanidades. Más tarde estudió Derecho con el regente de la Real Audiencia de Las Palmas, Tomás Pinto Miguel. En 1745, fue nombrado para un puesto en la Secretaría del Ministerio de Marina, siendo destinado primero a Ceuta y después a San Roque (Cádiz). Cuatro años más tarde, en 1749, fue nombrado secretario del comandante José Vázquez Priego y se trasladó a Madrid. Gracias a sus buenas relaciones en la Corte y a la protección del marqués de Grimaldi, ocupó un puesto en la Secretaría del Despacho Universal de la Guerra un año después. 
Entre 1756 y 1761 realizó varios viajes por España y Francia. En París conoció al escritor Voltaire y al naturalista Georges-Louis Leclerc, conde de Buffon, cuya enciclopedia Histoire Naturelle traduciría al español unos años más tarde. De vuelta en España, se le nombró Oficial del Archivo del Estado en febrero de 1773. Su carrera profesional ascendente se vio truncada por un incidente acontecido con el dramaturgo francés Pierre-Augustin Caron de Beaumarchais: al parecer incumplió la promesa de matrimonio dada a su hermana después de seducirla y Beaumarchais vino a Madrid para denunciarlo ante el embajador francés. Consiguió la deposición de Clavijo en el cargo oficial que ocupaba. Este incidente tuvo una gran repercusión en la sociedad de la época, incluso sirvió de excusa a Goethe para escribir su drama Clavijo. 
De 1764 a 1767 José Clavijo estuvo apartado de la Corte hasta que el ministro Pedro Rodríguez de Campomanes lo nombró en 1767 Oficial Mayor para la correspondencia. Poco después, en 1770, el rey Carlos III le otorgó el cargo de director de los Teatros de los Reales Sitios con el cometido de reformar el teatro español. Esto le permitió corregir el texto de gran parte de las obras teatrales que se representaron en su época y traducir comedias y tragedias francesas para ser representadas ante el público español, entre ellas la Andrómaca de Jean Racine. Clavijo había estado comprometido con la reforma del teatro español al ser parte de aquellos que abogaron por la prohibición de los autos sacramentales, cuya sanción por el rey se hizo efectiva mediante Real Cédula de 11 de junio de 1765. Fue con Leandro Fernández de Moratín un defensor a ultranza de la doctrina literaria del teatro del Neoclasicismo (respeto a los géneros literarios, cumplimiento de la regla de las tres unidades, respecto a la verosimilitud, etc).
El marqués de Grimaldi le designó director del periódico Mercurio Histórico y Político de Madrid, sustituyendo a Tomás de Iriarte. Este cargo lo ejerció hasta 1779. Clavijo ya había tenido una reconocida experiencia periodística con la publicación del periódico semanal El Pensador, que fundó y dirigió de 1762 a 1767. Escribió la mayor parte de sus artículos, que tenían como tema el costumbrismo de la España de la época.

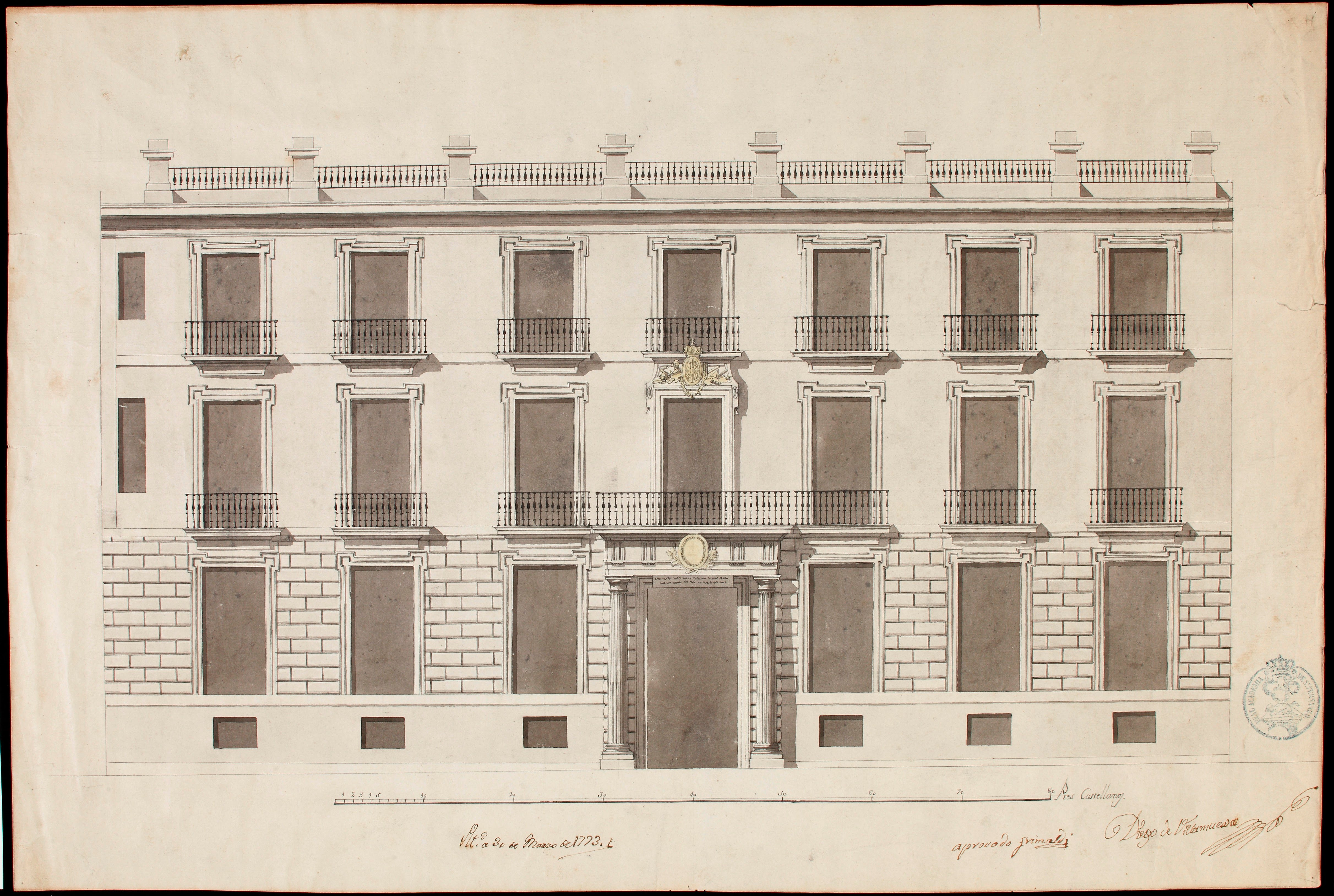
Fachada del edificio del Real Gabinete de Historia Natural

Obtuvo otro cargo público al ser nombrado en 1777 Formador de Índices (bibliotecario) del recién creado Real Gabinete de Historia Natural, la institución más importante en ciencias naturales de la España del Setecientos. Nueve años más tarde, en 1786, fue ascendido a vicedirector de esta institución, aunque, en realidad, fue su verdadero director hasta 1802, porque quien figuraba como tal, Eugenio Izquierdo, estaba implicado en labores políticas y de espionaje del gobierno de Manuel Godoy, que no le dejaban tiempo para ocuparse del Gabinete. A partir de su incorporación su trayectoria profesional y sus escritos quedaron ligados a las ciencias naturales; y aunque algunos de sus trabajos se perdieron, como el Diccionario castellano de Historia Natural o el Catálogo científico de las producciones y curiosidades del Real Gabinete de Historia Natural, se conservó su traducción de la obra enciclopédica Historia natural de Georges Louis Leclerc, conde de Buffon, en veinte volúmenes. Sus aportaciones a las ciencias naturales realizadas desde el Gabinete le valieron el ingreso en las Academias de Historia Natural de Berlín y de Copenhague unos años antes de su muerte en 1806, a los ochenta años de edad.
La Ilustración lo atrapó en un momento de esplendor en el que trató de abarcar las más diversas disciplinas del conocimiento: se le ve como naturalista, periodista (uno de los primeros en España), publicista, traductor y escritor. Combatió incansablemente los viejos tópicos españoles y se le acusó de anticlerical por su oposición a los autos sacramentales. 

## El Real Gabinete de Historia Natural
La última parte de la vida profesional de Clavijo estuvo vinculada al Real Gabinete de Historia Natural y al desarrollo de las ciencias naturales en España. Desde su nombramiento por el rey Carlos III como Formador de Índices de las producciones naturales fue el mayor apoyo del entonces director Pedro Franco Dávila hasta el fallecimiento de éste. Después Clavijo pasó de ser bibliotecario y secretario a ser vicedirector y bajo su mandato se aumentaron las colecciones del Gabinete de forma significativa con los envíos de las expediciones en América. Apoyó las exploraciones y viajes de carácter científico como la de Alexander von Humbolt, Conrado y Cristian Heuland o Alejandro Malaespina. También fomentó la enseñanza de la historia natural con la creación de la Real Escuela de Minerología en 1798 para que el Gabinete fuera una moderna institución científica y no un mero depósito de producciones naturales. Promovió, además, la publicación Anales de Historia Natural. Esta revista fue la primera dedicada en exclusiva a las ciencias naturales en España y su primer número fue publicado en enero de 1777. Cambió su nombre por el de Anales de Ciencias Naturales a partir del séptimo tomo en enero de 1802.
Las traducción de Clavijo de la Histoire Naturelle del Conde de Buffon fue su gran aportación a las ciencias naturales. Tardó nueve años en volcar al castellano veinte volúmenes de esta obra. Sus amigos William Bowles y Nicolás de Azara le sugirieron acometer esta magna tarea. Clavijo contó con el apoyo del Gobierno a través de la Secretaría de Estado para llevarla a cabo. El propio Conde de Buffon le felicitó por el resultado. Tuvo que crear un vocabulario científico nuevo para describir las especies zoológicas, porque no existían ese léxico en la lengua española del siglo XVIII. La obra de Buffon era muy apreciada y tenía una gran demanda: estaba considerada la historia natural escrita más importante de la Europa del Setecientos.
En 1802 Clavijo fue destituido por Eugenio Izquierdo bajo acusaciones de negligencia y de lucro sin mucho fundamento.

## Obra literaria y periodística
Escribió varias obras de teatro bajo el seudónimo de Joseph Faxardo y Joseph Gabriel Clavijo y Faxardo de tipo costumbrista como El tribunal de las damas, Pragmática del celo y desagravio de las damas, Memorial de las damas o el Hombre de moda convicto. En ellas el autor satirizaba las modas extranjera e instaba a recuperar hábitos antiguos. Todas fueron publicadas en el año 1755. Es autor de una zarzuela titulada La Feria de Valdemoro y publicada por la imprenta de Joaquín Ibarra en 1764, como casi todo el resto de sus obras.
Con los artículos que publicó en el periódico El Pensador colaboró de forma decisiva con la difusión de las ideas y de la estética neoclásica. Su propósito era contribuir con la educación moral y artística de los ciudadanos mediante la difusión de las ideas ilustradas. El Pensador era de aparición semanal y se recopiló en seis volúmenes para reunir los 71 artículos que fueron escritos entre 1762 y 1763, y en 1767. Este periódico lo fundó Clavijo a imagen del periódico inglés The Spectator y firmó sus escritos bajo el heterónimo Don Joseph Álvarez y Valladares.